# Stiphropus niger
Stiphropus niger là một loài nhện trong họ Thomisidae.
Loài này thuộc chi Stiphropus. Stiphropus niger được Eugène Simon miêu tả năm 1886.